# つづら折りの宴
つづら折りの宴（つづらおりのうたげ）は、ソウル・フラワー・ユニオン、ソウル・フラワー・モノノケ・サミットの伊丹英子が主催する祭り。1995年、阪神・淡路大震災の年に始まり、以降、不定期に開催されている。現在、ソウル・フラワー・モノノケ・サミットのツアーとして、2月と8月に「旧正月ツアー」「盆祭りツアー」と称されて続けられている。
中でも、1996年1月21日の神戸・長田神社で開催された『つづら折りの宴』は伝説となっており、延べ一万二千人もの人々が境内に集まった。手弁当のボランティア達とともに、ノー・ギャラで出演したミュージシャンは、ソウル・フラワー・モノノケ・サミット、梅津和時、平安隆、川門正彦＆マブイ、どんと＆ちほ、友部正人、山口洋、リクオ、藤原カオル、石田長生、安室光一、朴保＆切狂言、ちんどん通信社、山中一平、がじまるの会、キンタミーノ、多田葉子。
上記のミュージシャン以外で、現在までに、シーサーズ、だいなし、ほろほろ鳥、ワニクマ・オールスターズ、グラインド・オーケストラ、ハシケン、シカラムータ、ドーナル・ラニー、アンディ・アーヴァイン、大島保克、蒼流恍奏、桃梨、An-chang Project、おーまきちまき＆のむらあき、メガマサヒデ、森俊光、ザ・ボートレース、パク・ウォン、清水芸人、モザイク、岸田繁、浜田亜紀子、カチンバ1551、DUTY FREE SHOPP.、カクマクシャカ、TRINITY club BAND、トウヤマ“魂”タカフミ、平良夏芽、サヨコオトナラ、寿、有山じゅんじ、バレーボールズ、OKI、知花竜海、上間綾乃、中川五郎、遠藤ミチロウ、ギターパンダ、二階堂和美などが出演している。